# Jewgeni Alexandrowitsch Kafelnikow

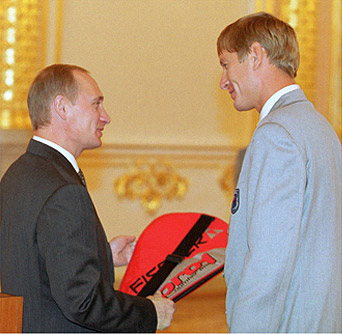
Jewgeni Kafelnikow (rechts) mit dem russischen Präsidenten Wladimir Putin (2000)

Jewgeni Alexandrowitsch Kafelnikow (russisch Евгений Александрович Кафельников, wiss. Transliteration Evgenij Alexandrovič Kafel'nikov; * 18. Februar 1974 in Sotschi, Sowjetunion) ist ein ehemaliger russischer Tennisspieler sowie Hobby-Pokerspieler.

## Karriere
Kafelnikow absolvierte das Staatliche Institut für Sport in Krasnodar und wurde 1992 Profi. Seine größten Erfolge waren Siege bei den French Open 1996, den Australian Open 1999 und den Olympischen Spielen 2000 in Sydney. Er war für kurze Zeit auch die Nummer 1 der Weltrangliste und konnte auch im Doppel zahlreiche Erfolge feiern. Außerdem war er Mitglied der siegreichen russischen Davis-Cup-Mannschaft von 2002, wenngleich er im Finale sowohl sein Einzelmatch gegen Sébastien Grosjean als auch das Doppel gemeinsam mit Marat Safin gegen Nicolas Escudé und Fabrice Santoro verlor. Er gehörte zu den Spielern, die in einem Kalenderjahr die meisten Turnierteilnahmen auf der ATP Tour verzeichnen konnten, wo er einige Rekorde hält. Zu seinen Stärken zählten direkte Punkte, ohne dass der Gegner Fehler machte, und dass er schon verloren geglaubte Partien noch drehen konnte. Er wies eine sehr gute Erfolgsquote bei Spielen über die volle Distanz von fünf Sätzen auf. Sein Schwachpunkt war eine relativ hohe Quote von unerzwungenen Fehlern.
Kafelnikow geriet mehrfach in Verdacht, an Spielmanipulationen beteiligt gewesen zu sein, jedoch wurde ihm eine solche Manipulation nie nachgewiesen.
Seit seinem Rücktritt vom Profitennis widmet er sich zunehmend seiner Leidenschaft Poker (er war bereits bei Pokerwettbewerben im TV zu sehen) sowie dem Golfspiel (2005 verpasste er jedoch in Moskau klar den Cut). 2004 erreichte Jewgeni Kafelnikow bei den UK Poker Open, dem damals höchstdotierten Pokerturnier im Vereinigten Königreich, den dritten Platz hinter dem Snookerspieler Matthew Stevens aus Wales und dem Dartspieler Phil Taylor. Nachdem er die Russischen Meisterschaften 2011 im Golf für sich hatte entscheiden können, hegte er die Hoffnung, sich für Olympia 2016 in Rio de Janeiro qualifizieren zu können.
Ab 2008 bestritt Kafelnikow Turniere im Rahmen der ATP Champions Tour. 2019 wurde er in die International Tennis Hall of Fame aufgenommen. Kafelnikow ist geschieden und hat eine Tochter.

## Erfolge
| Legende                                                 |
| Grand Slam                                              |
| Tennis Masters Cup                                      |
| ATP Masters Series                                      |
| Olympisches Gold                                        |
| ATP Championship Series / ATP International Series Gold |
| ATP World Series / ATP International Series             |
| ATP Challenger Series                                   |

### Einzel

#### Turniersiege

##### ATP Tour
| Nr. | Datum              | Turnier         | Belag     | Finalgegner          | Ergebnis                 |
| --- | ------------------ | --------------- | --------- | -------------------- | ------------------------ |
| 1.  | 10. Januar 1994    | Adelaide        | Hartplatz | Alexander Wolkow     | 6:4, 6:3                 |
| 2.  | 7. März 1994       | Kopenhagen      | Teppich   | Daniel Vacek         | 6:3, 7:5                 |
| 3.  | 29. August 1994    | Long Island (1) | Hartplatz | Cédric Pioline       | 5:7, 6:1, 6:2            |
| 4.  | 20. Februar 1995   | Mailand (1)     | Teppich   | Boris Becker         | 7:5, 5:7, 7:66           |
| 5.  | 27. März 1995      | St. Petersburg  | Teppich   | Guillaume Raoux      | 6:2, 6:2                 |
| 6.  | 17. Juli 1995      | Gstaad          | Sand      | Jakob Hlasek         | 6:3, 6:4, 3:6, 6:3       |
| 7.  | 28. August 1995    | Long Island (2) | Hartplatz | Jan Siemerink        | 7:60, 6:2                |
| 8.  | 8. Januar 1996     | Adelaide (2)    | Hartplatz | Byron Black          | 7:60, 3:6, 6:1           |
| 9.  | 6. Mai 1996        | Prag            | Sand      | Bohdan Ulihrach      | 7:5, 1:6, 6:3            |
| 10. | 10. Juni 1996      | French Open     | Sand      | Michael Stich        | 7:64, 7:5, 7:64          |
| 11. | 7. Oktober 1996    | Lyon            | Teppich   | Arnaud Boetsch       | 7:5, 6:3                 |
| 12. | 16. Juni 1997      | Halle (1)       | Rasen     | Petr Korda           | 7:62, 6:75, 7:67         |
| 13. | 18. August 1997    | New Haven       | Hartplatz | Patrick Rafter       | 7:64, 6:4                |
| 14. | 10. November 1997  | Moskau (1)      | Teppich   | Petr Korda           | 7:62, 6:4                |
| 15. | 2. März 1998       | London (2)      | Teppich   | Cédric Pioline       | 7:5, 6:4                 |
| 16. | 15. Juni 1998      | Halle (2)       | Rasen     | Magnus Larsson       | 6:4, 6:4                 |
| 17. | 16. November 1998  | Moskau (2)      | Teppich   | Goran Ivanišević     | 7:62, 7:65               |
| 18. | 1. Februar 1999    | Australian Open | Hartplatz | Thomas Enqvist       | 4:6, 6:0, 6:3, 7:61      |
| 19. | 22. Februar 1999   | Rotterdam       | Teppich   | Tim Henman           | 6:2, 7:63                |
| 20. | 15. November 1999  | Moskau (3)      | Teppich   | Byron Black          | 7:62, 6:4                |
| 21. | 2. Oktober 2000    | Sydney          | Hartplatz | Tommy Haas           | 7:64, 3:6, 6:2, 4:6, 6:3 |
| 22. | 30. Oktober 2000   | Moskau (4)      | Teppich   | David Prinosil       | 6:2, 7:5                 |
| 23. | 19. Februar 2001   | Marseille       | Hartplatz | Sébastien Grosjean   | 7:65, 6:2                |
| 24. | 8. Oktober 2001    | Moskau (5)      | Teppich   | Nicolas Kiefer       | 6:4, 7:5                 |
| 25. | 17. Juni 2002      | Halle (3)       | Rasen     | Nicolas Kiefer       | 2:6, 6:4, 6:4            |
| 26. | 16. September 2002 | Taschkent       | Hartplatz | Uladsimir Waltschkou | 7:66, 7:5                |

##### Challenger Tour
| Nr. | Datum             | Turnier | Belag   | Finalgegner        | Ergebnis |
| --- | ----------------- | ------- | ------- | ------------------ | -------- |
| 1.  | 28. November 1993 | Rogaška | Teppich | Hendrik Jan Davids | 7:6, 6:2 |

#### Finalteilnahmen
| Nr. | Datum              | Turnier         | Belag         | Finalgegner        | Ergebnis             |
| --- | ------------------ | --------------- | ------------- | ------------------ | -------------------- |
| 1.  | 9. Mai 1994        | Hamburg         | Sand          | Andrij Medwedjew   | 4:6, 4:6, 6:3, 3:6   |
| 2.  | 24. April 1995     | Nizza           | Sand          | Marc Rosset        | 4:6, 0:6             |
| 3.  | 11. März 1996      | Rotterdam       | Sand          | Goran Ivanišević   | 4:6, 6:3, 3:6        |
| 4.  | 1. April 1996      | St. Petersburg  | Teppich       | Magnus Gustafsson  | 2:6, 6:74            |
| 5.  | 24. Juni 1996      | Halle           | Rasen         | Nicklas Kulti      | 7:65, 3:6, 4:6       |
| 6.  | 22. Juli 1996      | Stuttgart       | Sand          | Thomas Muster      | 2:6, 2:6, 4:6        |
| 7.  | 4. November 1996   | Paris           | Teppich       | Thomas Enqvist     | 2:6, 4:6, 5:7        |
| 8.  | 11. November 1996  | Moskau          | Teppich       | Goran Ivanišević   | 6:3, 1:6, 3:6        |
| 9.  | 17. November 1997  | Hannover        | Hartplatz     | Pete Sampras       | 3:6, 2:6, 2:6        |
| 10. | 9. Februar 1998    | Marseille       | Hartplatz (i) | Thomas Enqvist     | 4:6, 1:6             |
| 11. | 21. September 1998 | Taschkent       | Hartplatz     | Tim Henman         | 5:7, 4:6             |
| 12. | 2. November 1998   | Stuttgart       | Hartplatz (i) | Richard Krajicek   | 4:6, 3:6, 3:6        |
| 13. | 9. August 1999     | Montreal        | Hartplatz     | Thomas Johansson   | 6:1, 3:6, 3:6        |
| 14. | 23. August 1999    | Washington D.C. | Hartplatz     | Andre Agassi       | 6:73, 1:6            |
| 15. | 31. Januar 2000    | Australian Open | Hartplatz     | Andre Agassi       | 6:3, 3:6, 2:6, 4:6   |
| 16. | 28. Februar 2000   | London          | Hartplatz (i) | Marc Rosset        | 4:6, 4:6             |
| 17. | 27. November 2000  | Stockholm       | Hartplatz (i) | Thomas Johansson   | 2:6, 4:6, 4:6        |
| 18. | 17. September 2001 | Taschkent       | Hartplatz     | Marat Safin        | 2:6, 2:6             |
| 19. | 5. November 2001   | Paris           | Teppich       | Sébastien Grosjean | 6:73, 1:6, 7:65, 4:6 |
| 20. | 3. Februar 2003    | Mailand         | Teppich       | Martin Verkerk     | 4:6, 7:5, 5:7        |

### Doppel

#### Turniersiege

##### ATP Tour
| Nr. | Datum              | Turnier          | Belag         | Partner          | Finalgegner                          | Ergebnis      |
| --- | ------------------ | ---------------- | ------------- | ---------------- | ------------------------------------ | ------------- |
| 1.  | 11. April 1994     | Barcelona (1)    | Sand          | David Rikl       | Jim Courier Javier Sánchez           | 5:7, 6:1, 6:4 |
| 2.  | 2. Mai 1994        | München          | Sand          | David Rikl       | Boris Becker Petr Korda              | 6:7, 5:7      |
| 3.  | 16. Mai 1994       | Rom (1)          | Sand          | David Rikl       | Wayne Ferreira Javier Sánchez        | 1:6, 5:7      |
| 4.  | 24. Oktober 1994   | Lyon (1)         | Teppich       | Jakob Hlasek     | Martin Damm Patrick Rafter           | 6:7, 7:6, 7:6 |
| 5.  | 10. April 1995     | Estoril          | Sand          | Andrei Olchowski | Marc-Kevin Goellner Diego Nargiso    | 5:7, 7:5, 6:2 |
| 6.  | 15. Mai 1995       | Hamburg          | Sand          | Wayne Ferreira   | Byron Black Andrei Olchowski         | 6:1, 7:6      |
| 7.  | 31. Juli 1995      | Montreal         | Hartplatz     | Andrei Olchowski | Brian MacPhie Sandon Stolle          | 6:2, 6:2      |
| 8.  | 23. Oktober 1995   | Lyon (2)         | Teppich       | Jakob Hlasek     | John-Laffnie de Jager Wayne Ferreira | 6:3, 6:3      |
| 9.  | 1. April 1996      | St. Petersburg   | Teppich       | Andrei Olchowski | Nicklas Kulti Peter Nyborg           | 6:3, 6:4      |
| 10. | 6. Mai 1996        | Prag             | Sand          | Daniel Vacek     | Luis Lobo Javier Sánchez             | 6:3, 6:7, 6:3 |
| 11. | 10. Juni 1996      | French Open (1)  | Sand          | Daniel Vacek     | Jakob Hlasek Guy Forget              | 6:2, 6:3      |
| 12. | 30. September 1996 | Basel            | Hartplatz (i) | Daniel Vacek     | David Adams Menno Oosting            | 6:3, 6:4      |
| 13. | 14. Oktober 1996   | Wien (1)         | Teppich       | Daniel Vacek     | Pavel Vízner Menno Oosting           | 7:6, 6:4      |
| 14. | 9. Juni 1997       | French Open (2)  | Sand          | Daniel Vacek     | Todd Woodbridge Mark Woodforde       | 7:6, 4:6, 6:3 |
| 15. | 14. Juli 1997      | Gstaad           | Sand          | Daniel Vacek     | Trevor Kronemann David Macpherson    | 4:6, 7:6, 6:3 |
| 16. | 8. September 1997  | US Open          | Hartplatz     | Daniel Vacek     | Jonas Björkman Nicklas Kulti         | 7:6, 6:3      |
| 17. | 23. Februar 1998   | Antwerpen        | Hartplatz     | Wayne Ferreira   | Tomás Carbonell Francisco Roig       | 7:5, 3:6, 6:2 |
| 18. | 19. Oktober 1998   | Wien (2)         | Teppich       | Daniel Vacek     | David Adams John Laffnie De Jager    | 7:5, 6:3      |
| 19. | 19. April 1999     | Barcelona (2)    | Sand          | Paul Haarhuis    | Massimo Bertolini Cristian Brandi    | 7:5, 6:3      |
| 20. | 24. April 2000     | Monte Carlo      | Sand          | Wayne Ferreira   | Paul Haarhuis Sandon Stolle          | 6:3, 2:6, 6:1 |
| 21. | 16. Oktober 2000   | Wien (3)         | Hartplatz (i) | Nenad Zimonjić   | Jiří Novák David Rikl                | 6:4, 6:4      |
| 22. | 19. März 2001      | Indian Wells     | Hartplatz     | Wayne Ferreira   | Jonas Björkman Todd Woodbridge       | 6:2, 7:5      |
| 23. | 14. Mai 2001       | Rom (2)          | Sand          | Wayne Ferreira   | Daniel Nestor Sandon Stolle          | 6:4, 7:66     |
| 24. | 29. Oktober 2001   | St. Petersburg   | Hartplatz     | Denis Golowanow  | Irakli Labadse Marat Safin           | 7:5, 6:4      |
| 25. | 10. Juni 2002      | French Open (3)  | Sand          | Paul Haarhuis    | Mark Knowles Daniel Nestor           | 7:5, 6:4      |
| 26. | 17. März 2003      | Indian Wells (2) | Hartplatz     | Wayne Ferreira   | Bob Bryan Mike Bryan                 | 3:6, 7:5, 6:4 |
| 27. | 4. August 2003     | Washington D.C.  | Hartplatz     | Sargis Sargsian  | Chris Haggard Paul Hanley            | 7:5, 4:6, 6:2 |

##### Challenger Tour
| Nr. | Datum            | Turnier | Belag     | Doppelpartner      | Finalgegner                    | Ergebnis |
| --- | ---------------- | ------- | --------- | ------------------ | ------------------------------ | -------- |
| 1.  | 16. Mai 1993     | Dresden | Sand      | Hendrik Jan Davids | Michiel Schapers Daniel Vacek  | 6:3, 6:3 |
| 2.  | 5. Dezember 1993 | Andorra | Hartplatz | Fernon Wibier      | Cristian Brandi Francisco Roig | 6:3, 6:2 |

#### Finalteilnahmen
| Nr. | Datum             | Turnier        | Belag         | Partner          | Finalgegner                       | Ergebnis         |
| --- | ----------------- | -------------- | ------------- | ---------------- | --------------------------------- | ---------------- |
| 1.  | 7. Februar 1994   | Marseille      | Teppich       | Martin Damm      | Jan Siemerink Daniel Vacek        | 7:6, 4:6, 1:6    |
| 2.  | 25. April 1994    | Monte Carlo    | Sand          | Daniel Vacek     | Nicklas Kulti Magnus Larsson      | 6:3, 6:7, 4:6    |
| 3.  | 27. März 1995     | St. Petersburg | Teppich       | Jakob Hlasek     | Martin Damm Anders Järryd         | 4:6, 2:6         |
| 4.  | 26. Juni 1995     | Halle          | Rasen         | Andrei Olchowski | Jacco Eltingh Paul Haarhuis       | 2:6, 6:3, 3:6    |
| 5.  | 26. Februar 1996  | Antwerpen      | Teppich       | Menno Oosting    | Jonas Björkman Nicklas Kulti      | 4:6, 4:6         |
| 6.  | 24. Juni 1996     | Halle          | Rasen         | Daniel Vacek     | Byron Black Grant Connell         | 1:6, 5:7         |
| 7.  | 4. November 1996  | Paris          | Teppich       | Daniel Vacek     | Jacco Eltingh Paul Haarhuis       | 4:6, 6:4, 6:7    |
| 8.  | 2. März 1998      | London         | Teppich       | Daniel Vacek     | Martin Damm Jim Grabb             | 4:6, 5:7         |
| 9.  | 16. November 1998 | Moskau         | Teppich       | Daniel Vacek     | Jared Palmer Jeff Tarango         | 4:6, 7:6, 2:6    |
| 10. | 21. Februar 2000  | Rotterdam      | Hartplatz (i) | Tim Henman       | David Adams John-Laffnie De Jager | 7:5, 2:6, 3:6    |
| 11. | 15. Mai 2000      | Rom            | Sand          | Wayne Ferreira   | Martin Damm Dominik Hrbatý        | 4:6, 6:4, 3:6    |
| 12. | 22. April 2002    | Monte Carlo    | Sand          | Paul Haarhuis    | Jonas Björkman Todd Woodbridge    | 3:6, 6:3, [7:10] |
| 13. | 9. Juni 2003      | French Open    | Sand          | Paul Haarhuis    | Bob Bryan Mike Bryan              | 6:7, 3:6         |
| 14. | 21. Juli 2003     | Stuttgart      | Sand          | Kevin Ullyett    | Tomáš Cibulec Pavel Vízner        | 6:3, 3:6, 4:6    |

## Abschneiden bei bedeutenden Turnieren

### Einzel
|                        | 1992 | 1993 | 1994 | 1995 | 1996 | 1997 | 1998 | 1999 | 2000 | 2001 | 2002 | 2003 |
| Australian Open        | -    | -    | 2    | VF   | VF   | -    | -    | S    | F    | VF   | 2    | 2    |
| French Open            | -    | 2    | 3    | HF   | S    | VF   | 2    | 2    | VF   | VF   | 2    | 2    |
| Wimbledon              | -    | -    | 3    | VF   | 1    | AF   | 1    | 3    | 2    | 3    | 3    | 1    |
| US Open                | -    | -    | AF   | 3    | -    | 2    | AF   | HF   | 3    | HF   | 2    | 3    |
| Position am Jahresende | 275  | 102  | 11   | 6    | 3    | 5    | 11   | 2    | 5    | 4    | 27   | 41   |

VF = Viertelfinale,
HF = Halbfinale,
F = Finale,
S = Sieg

### Doppel
Die Tabelle listet die Ergebnisse der Grand-Slam-Turniere, der ATP Finals, der Olympischen Spiele, des Davis Cups und der Masters-Turniere auf.
| Turnier           | 2003 | 2002 | 2001 | 2000 | 1999 | 1998 | 1997 | 1996 | 1995 | 1994 | Karriere |
| ----------------- | ---- | ---- | ---- | ---- | ---- | ---- | ---- | ---- | ---- | ---- | -------- |
| Australian Open   | 2    | 2    | AF   | AF   | VF   | —    | —    | AF   | VF   | 1    | 2 × VF   |
| French Open       | F    | S    | 1    | VF   | VF   | 2    | S    | S    | VF   | 2    | 3 × S    |
| Wimbledon         | AF   | AF   | —    | —    | 2    | AF   | 1    | AF   | HF   | HF   | 2 × HF   |
| US Open           | 1    | AF   | 2    | HF   | 1    | 2    | S    | —    | 2    | 1    | 1 × S    |
| ATP Finals        | —    | —    | —    | —    | —    | —    | —    | —    | —    | —    | —        |
| Indian Wells      | S    | 1    | S    | HF   | 1    | VF   | —    | —    | —    | —    | 2 × S    |
| Miami             | 1    | —    | —    | 2    | —    | VF   | —    | —    | —    | —    | 1 × VF   |
| Monte Carlo       | VF   | F    | 1    | S    | AF   | AF   | HF   | VF   | VF   | F    | 1 × S    |
| Madrid            | —    | AF   |      |      |      |      |      |      |      |      | 1 × AF   |
| Rom               | VF   | AF   | S    | F    | 1    | VF   | AF   | VF   | —    | S    | 2 × S    |
| Hamburg           | —    | HF   | 1    | AF   | —    | 1    | HF   | 1    | S    | —    | 1 × S    |
| Kanada            | 1    | 1    | 1    | AF   | 1    | AF   | VF   | —    | S    | —    | 1 × S    |
| Cincinnati        | AF   | 1    | AF   | AF   | AF   | HF   | AF   | AF   | AF   | 1    | 1 × HF   |
| Stockholm         |      |      |      |      |      |      |      |      |      | VF   | 1 × VF   |
| Essen             |      |      |      |      |      |      |      |      | VF   |      | 1 × VF   |
| Stuttgart         |      |      | VF   | VF   | 1    | VF   | AF   | AF   |      |      | 3 × VF   |
| Paris             | —    | AF   | —    | AF   | VF   | AF   | AF   | F    | —    | 1    | 1 × F    |
| Olympische Spiele |      |      |      | AF   |      |      |      | —    |      |      | 1 × AF   |
| Davis Cup         | VF   | S    | VF   | VF   | HF   | 1    | 1    | 1    | F    | F    | 1 × S    |

Zeichenerklärung: S = Turniersieg; F, HF, VF, AF = Einzug ins Finale, Halb-, Viertel-, Achtelfinale; 1, 2, 3 = Ausscheiden in der 1., 2., 3. Haupt- / Finalrunde; Q1, Q2, Q3 = Ausscheiden in der 1., 2. 3. Qualifikationsrunde; RR = Round Robin (Gruppenphase); nicht ausgetragen oder andere Kategorie; PO (Playoff), P2 = Auf-/Abstiegsrunde zur Weltgruppe I/II im Davis Cup; W2 = Teilnahme in der Weltgruppe II

## Poker
Kafelnikow nimmt seit 2004 gelegentlich an Live-Pokerturnieren teil. Er wurde im November 2004 bei den Pacific Poker UK Open in London Dritter und erhielt 100.000 US-Dollar. Im Juni 2005 erreichte Kafelnikow dreimal bei der World Series of Poker im Rio All-Suite Hotel and Casino am Las Vegas Strip die Geldränge. Anfang November 2017 belegte er beim Main Event der World Series of Poker Europe im King’s Resort in Rozvadov den mit mehr als 20.000 Euro dotierten 45. Platz. Insgesamt hat er sich mit Poker bei Live-Turnieren knapp 200.000 US-Dollar erspielt.